# Каменка (Арзамасский район)
Ка́менка — село в Арзамасском районе Нижегородской области. Входит в состав Абрамовского сельсовета. Село располагается на правом берегу реки Тёши. С запада вплотную прилегает к Марьевке. С востока вблизи Каменки располагается село Хватовка.
В селе расположено отделение Почты России (индекс 607255).

## Население
| 1999 | 2002 | 2010 |
| ---- | ---- | ---- |
| 334  | ↘307 | ↘278 |

## Церковь
В 1859 году Егором Степановичем Бубновым и священником Михаилом Павловичем Прилежаловым была построена Троицкая церковь. Церковными старостами были Алексей Иванович Глухов и Андрей Васильевич Бубнов. Разрушена в 1978 году. Располагалась рядом со зданием школы.

## Галерея

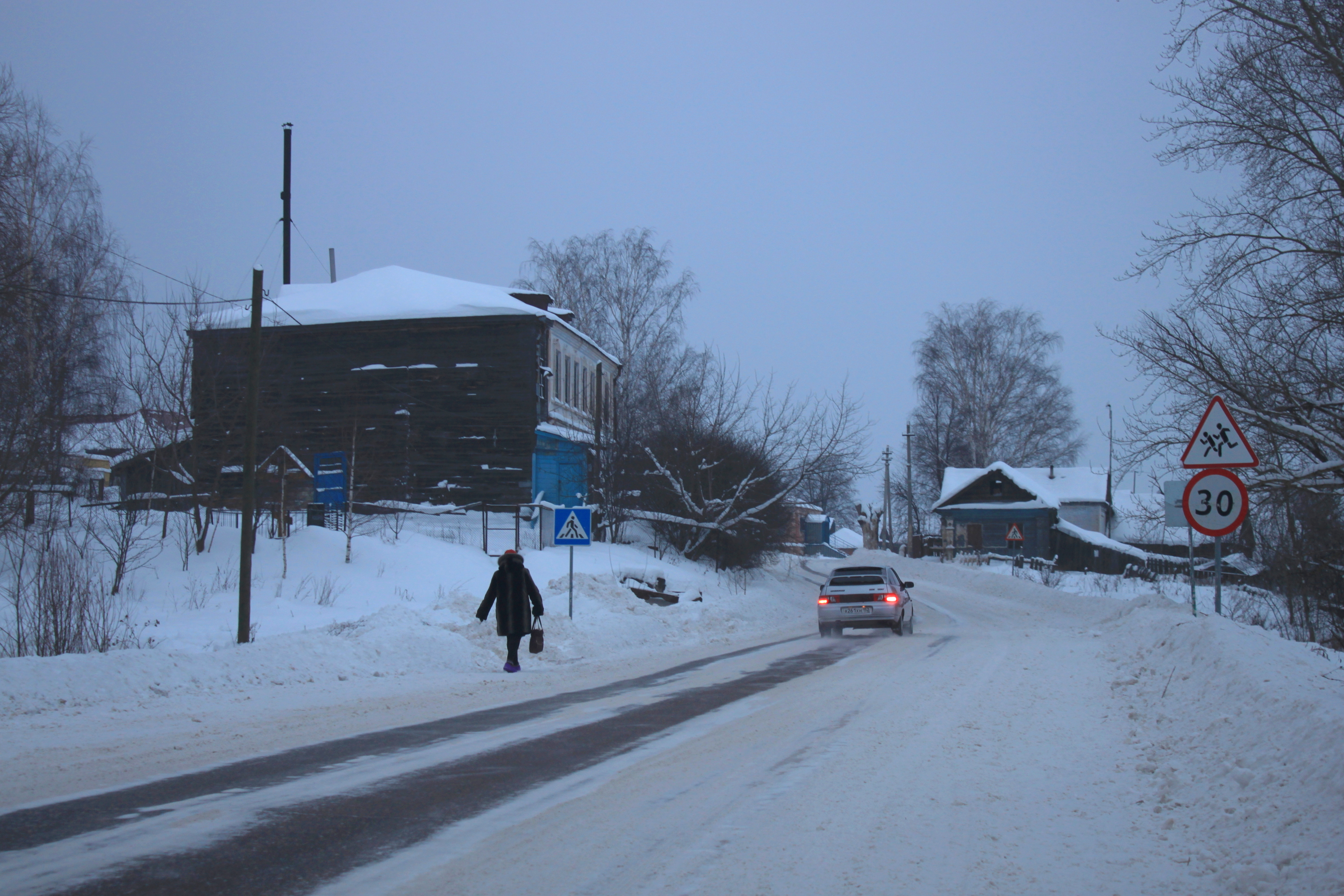
Дорога в Каменке. Каменская школа на дальнем плане
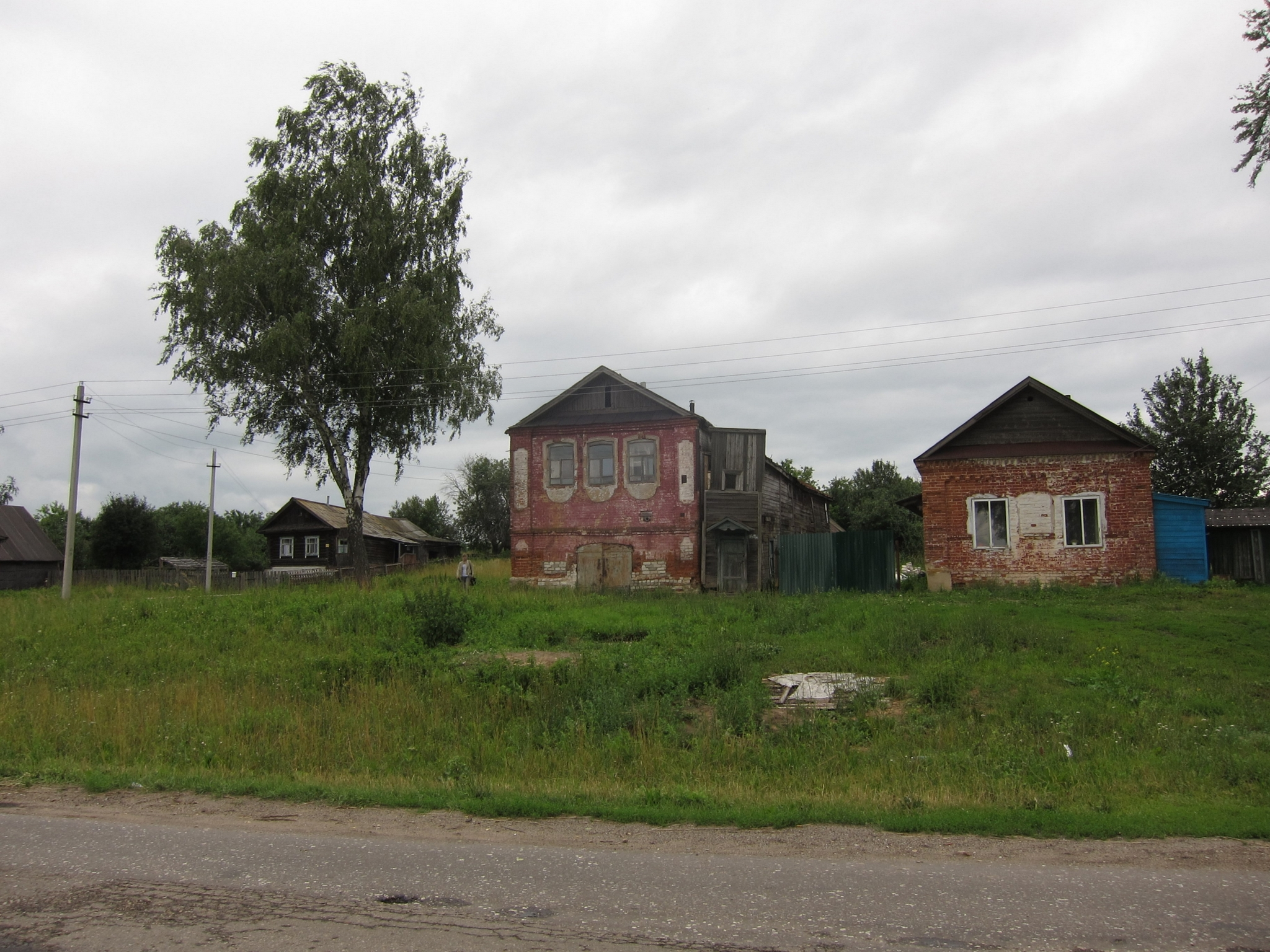
Дома в Каменке
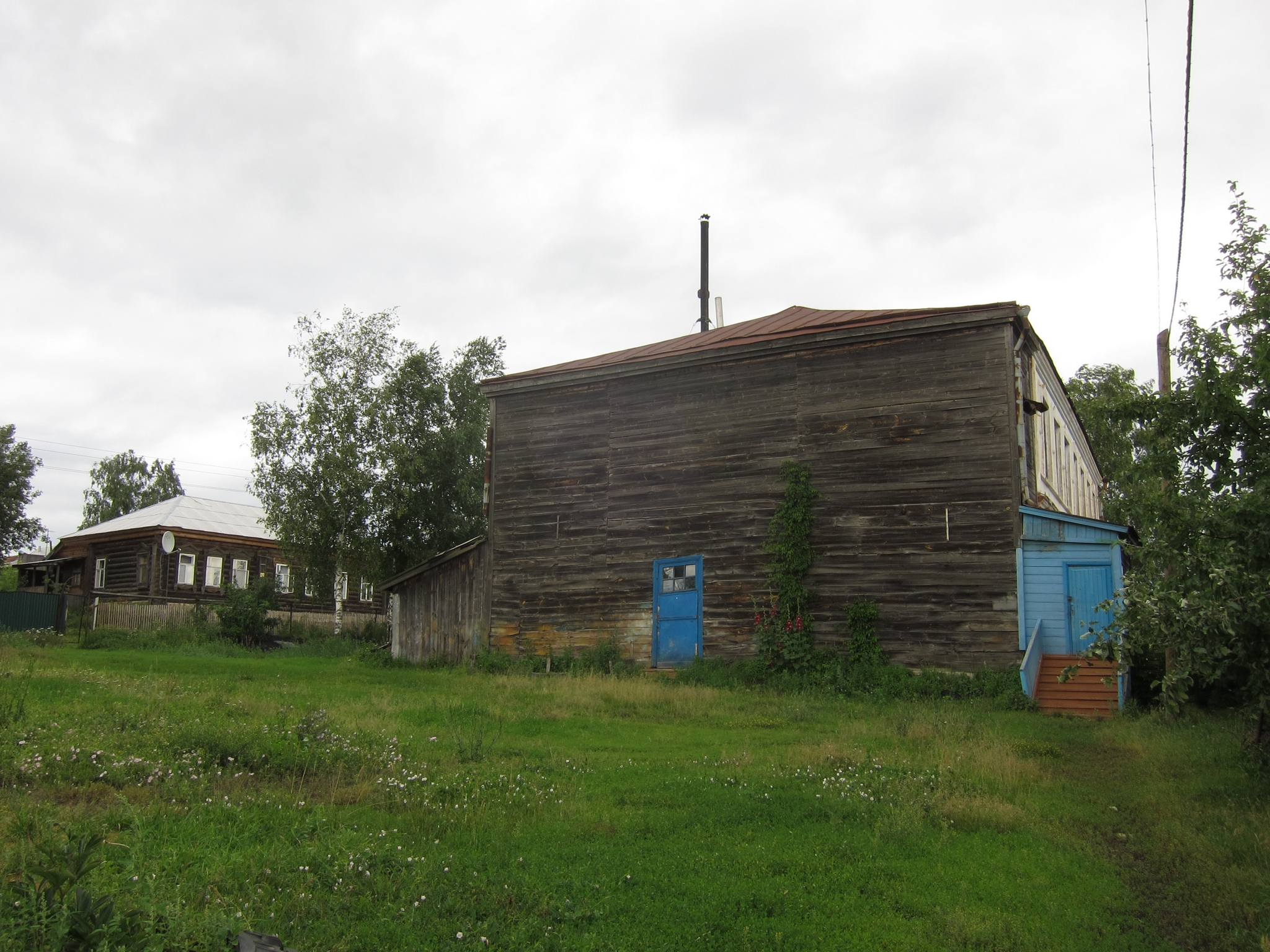
Место, где стояла Троицкая церковь
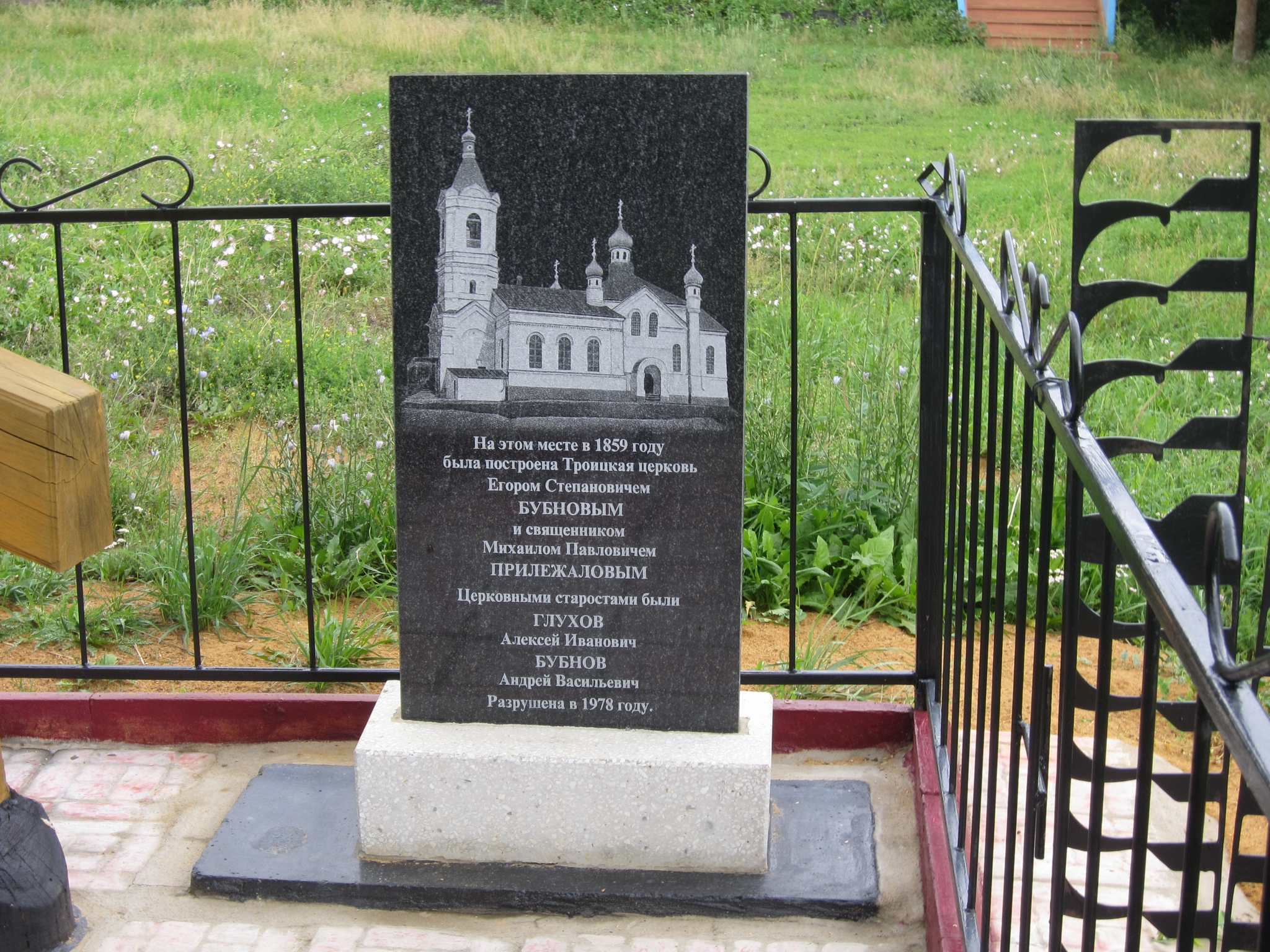
Памятный знак рядом с церковью